# Neurellipes pyroptera
Neurellipes pyroptera is een vlinder uit de familie van de Lycaenidae. De wetenschappelijke naam van de soort is voor het eerst gepubliceerd in 1895 door Per Olof Christopher Aurivillius.
De soort komt voor in Kameroen, Gabon, Congo-Brazzaville, Centraal Afrikaanse Republiek, Congo-Kinshasa, Oeganda en Angola.